# Графство Лимбург
Вижте пояснителната страница за други значения на Лимбург.
Лимбург (на немски: Grafschaft Limburg) е историческо графство на Свещената Римска империя от 1225 до 1815 г. в Северен Рейн-Вестфалия, Германия. Графството има около 118 km² площ между Долна Лене и Рур. Резиденция на графството е дворец Хоенлимбург при Хаген.

## История
Около 1190 г. Графство Алтена е разделено на линиите Алтена-Марк и Алтена-Изенберг. До 1225 г. територията на по-късното Графство Лимбург е част от собствеността на Изенбергите.
През 1242 г. Фридрих фон Изенберг († 1301) от род Берг-Алтена, син на Арнолд фон Алтена († 1226), женен за София фон Лимбург († 1226), дъщеря на херцог Валрам IV от Лимбург, получава бившата територия на баща му на река Лене и се нарича „граф на Лимбург“ на дворец Лимбург, и е основател на линиите графове на Лимбург-Изенбург и Лимбург-Щирум.
През 1442 г. графството е наследено от граф Гумпрехт II фон Нойенар († 1484) от Графство Нойенар, женен от 5 май 1425 г. за Маргарете графиня фон Лимбург († 1459), дъщеря на граф Вилхелм I фон Лимбург-Бройч († 1459), син на граф Дитрих IV фон Лимбург-Бройч († 1400).
Последният граф от 1806 до 1817 г. е Емил Фридрих Карл фон Бентхайм-Текленбург и господар на Реда († 1837).
По времето на Наполеон Бонапарт графството Лимбург и Господство Реда влизат през 1808 г. във Велико херцогство Берг. През 1818 г. Реда и Лимбург са в провинция Вестфалия на Кралство Прусия.